# Clara Calamai

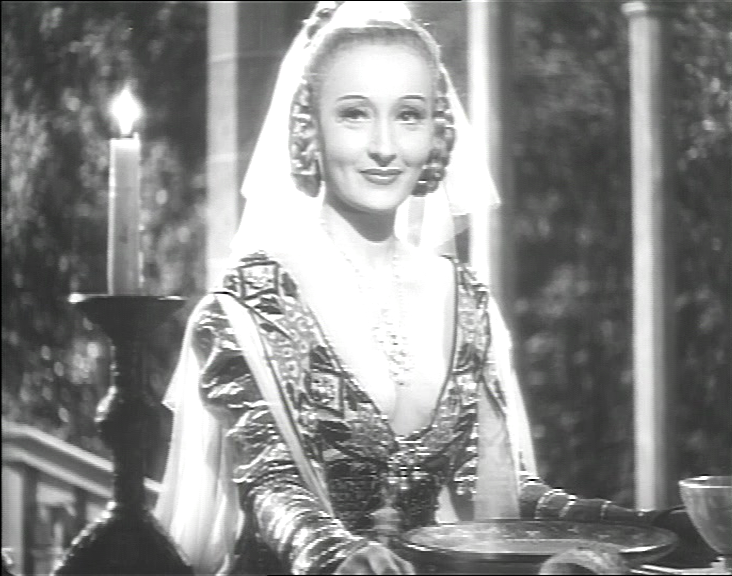
Clara Calamai

Clara Calamai (* 7. September 1909 in Prato; † 21. September 1998 in Rimini) war eine italienische Filmschauspielerin.

## Leben
Clara Calamai wurde 1909 in der toskanischen Stadt Prato als Tochter des Bahnhofsvorstehers Priamo Grazzini geboren. Sie selbst gab zeitlebens 1915 als ihr Geburtsjahr an. In der Jugend beging sie aufgrund einer unglücklichen Liebesaffäre einen Selbstmordversuch, den sie nur knapp überlebte. Wegen ihrer Schönheit wurde sie von dem Produzenten Eugenio Fontana für den Film entdeckt und gab ihr Debüt 1938 unter dem Pseudonym Clara Mais in Pietro Micca von Aldo Vergano. Sie nahm Schauspielunterricht und spielte bis 1946 in ca. 30 Filmen mit, darunter vielen Kostümfilmen. Sie wurde eine der bekanntesten Darstellerinnen des italienischen Kinos der Telefoni Bianchi und war in ihren Rollen oft auf den Typ der Femme Fatale festgelegt.
Großes Aufsehen erregte 1941 eine Szene im Film La cena delle beffe von Alessandro Blasetti, in der sie einen kurzen Augenblick mit nackter Brust zu sehen ist, die erste Darstellung dieser Art im italienischen Kino. Die Szene ist auch in die bekannte Schlusssequenz des Films Cinema Paradiso eingebaut.
Ihre bekannteste Rolle spielte Clara Calamai in Ossessione, dem ersten Film von Luchino Visconti (1942), in dem sie für die zunächst vorgesehene, dann aber schwangere Anna Magnani einsprang. Visconti veränderte für diesen, den Neorealismus vorgreifenden Film das Diven-Image der Calamai, indem er sie neben Massimo Girotti ungeschminkt eine einfache Hausfrau spielen ließ.
In den 1950er Jahren flachte ihre Karriere ab, und Clara Calamai wirkte nur noch in wenigen Filmen mit, darunter erneut mit Visconti in Weiße Nächte in der Rolle einer Prostituierten. Danach zog sie sich ins Privatleben zurück, spielte dann aber 1975 eine Rolle in Dario Argentos Profondo rosso. Clara Calamai war mit dem Piloten, Entdecker und Dokumentarfilmer Graf Leonardo Bonzi verheiratet.

## Auszeichnungen
1946: Nastro d’Argento, Preis der italienischen Filmkritiker für ihre Darstellung in L'adultera als beste weibliche Hauptdarstellerin. Der Film ist nicht erhalten.

## Filmografie (Auswahl)
- 1938: Pietro Micca, Regie: Aldo Vergano
- 1938: Stürme über Morreale (Ettore Fieramosca)
- 1939: In Ketten zum Schafott (Il fornaretto di Venezia), Regie: John Bard
- 1939: Gefährliche Frauen (Io, suo padre)
- 1940: Addio, giovinezza!, Regie: Ferdinando Maria Poggioli
- 1940: Capitan Fracassa, Regie: Duilio Coletti
- 1940: Boccaccio, Regie: Marcello Albani
- 1941: Luce nelle tenebre, Regie: Mario Mattòli
- 1941: L’avventuriera del piano di sopra, Regie: Raffaello Matarazzo
- 1941: I mariti – Tempesta d’amore, Regie: Camillo Mastrocinque
- 1941: Caravaggio, il pittore maledetto, Regie: Goffredo Alessandrini
- 1941: I pirati della Malesia, Regie: Enrico Guazzoni
- 1941: La cena delle beffe, Regie: Alessandro Blasetti
- 1943: Sorelle Materassi, Regie: Ferdinando Maria Poggioli
- 1943: Besessenheit (Ossessione)
- 1944: Enrico IV, Regie: Giorgio Pàstina
- 1945: Wer Geld hat, hat mehr vom Leben (Il mondo vuole così), Regie: Giorgio Bianchi
- 1945: Due lettere anonime, Regie: Mario Camerini
- 1946: L’adultera, Regie: Duilio Coletti
- 1946: Il tiranno di Padova, Regie: Max Neufeld
- 1951: Romanticismo, Regie: Clemente Fracassi
- 1952: Carne inquieta, Regie: Silvestro Prestifilippo, Carlo Musso
- 1957: Weiße Nächte (Le notti bianche)
- 1958: Aphrodite – Göttin der Liebe (Afrodite, dea dell’amore)
- 1967: Hexen von Heute (Le streghe),  La strega bruciata, Regie: Luchino Visconti
- 1975: La peccatrice, Regie: Pier Ludovico Pavoni
- 1975: Rosso – Farbe des Todes (Profondo rosso)